# Sanogasta alticola
Sanogasta alticola là một loài nhện trong họ Anyphaenidae.
Loài này thuộc chi Sanogasta. Sanogasta alticola được Eugène Simon miêu tả năm 1896.